# Chromis athena
Chromis athena là một loài cá biển thuộc chi Chromis trong họ Cá thia. Loài này được mô tả lần đầu tiên vào năm 2008.

## Từ nguyên
Từ định danh athena được đặt theo tên gọi của du thuyền buồm Athena, con thuyền đã chở các tác giả trong chuyến du hành mà loài cá này được phát hiện.

## Phạm vi phân bố và môi trường sống
C. athena mới chỉ được tìm thấy tại cụm đảo Fam thuộc quần đảo Raja Ampat (Indonesia), được quan sát và thu thập ở độ sâu khoảng 60–65 m.

## Mô tả
C. athena có chiều dài cơ thể lớn nhất được ghi nhận là 5,5 cm. Cơ thể có màu xanh xám, sẫm xám hơn ở đầu với một vệt màu vàng ở gáy, lan rộng dọc theo lưng trước. Các vây màu trắng trong mờ, trừ hai thùy đuôi và gốc vây lưng màu xám sẫm.
Số gai ở vây lưng: 13; Số tia vây ở vây lưng: 10–11; Số gai ở vây hậu môn: 2; Số tia vây ở vây hậu môn: 10–11; Số tia vây ở vây ngực: 17–18; Số gai ở vây bụng: 1; Số tia vây ở vây bụng: 5; Số lược mang: 29–30.

## Sinh thái học
Thức ăn của C. athena là động vật phù du. Cá đực có tập tính bảo vệ và chăm sóc trứng; trứng có độ dính và bám vào nền tổ.